# Olszewo (Rybno)
Olszewo (deutsch Kosten, Försterei) ist ein kleiner Ort in der polnischen Woiwodschaft Ermland-Masuren und gehört zur Gmina Rybno (Landgemeinde Rybno, 1942 bis 1945 Rübenau, Kr. Neumark (Westpr.)) im Powiat Działdowski (Kreis Soldau).
Olszewo liegt im Nordosten des Welski Park Krajobrazowy („Landschaftspark Welle“) im Südwesten der Woiwodschaft Ermland-Masuren unweit des Dorfes Kostkowo (Kosten).
Als einstige „Försterei Kosten“ oder auch „Waldwärterhaus Kosten“ ist die heutige Leśniczówka Olszewo aufs Engste mit dem Dorf Kostkowo (Kosten) verbunden. Die kleine Osada leśna („Waldsiedlung“) besteht aus einem dreiteiligen Gebäudekomplex unmittelbar an der Nebenstraße 1274N. Vor 1945 war sie ein Wohnplatz des Forstgutsbezirks Kosten im Bereich des Kreises Löbau (Westpreußen), der – nach der polnischen Zeit 1920 bis 1939 – in „Kreis Neumark (Westpreußen)“ umbenannt wurde. In der Försterei Kosten waren im Jahre 1905 lediglich acht Einwohner registriert.
Seit 1945 gehört die nun „Olszewo“ benannte Försterei zum Gebiet der Gmina Rybno im Powiat Działdowski.
Kirchlich war die Försterei Kosten wie die „Muttergemeinde“ Kosten evangelischerseits mit Löbau (Westpreußen) (polnisch Lubawa) verbunden, katholischerseits mit Rybno. Für die römisch-katholische Kirche heute hat sich daran nichts geändert. Die evangelischen Einwohner orientieren sich nun zur Jesuskirche Lidzbark (Lautenburg), einer Filialkirche der Erlöserkirche Działdowo (Soldau).